# 기리시마 사토시
기리시마 사토시(일본어: 桐島 聡: 1954년 1월 9일~2024년 1월 29일)는 일본의 신좌파 테러리스트다. 동아시아반일무장전선 “전갈”반의 멤버로, 연속기업폭파사건의 용의자로서 지명수배 중이다. 1975년에 잠적한 이후 가명을 쓰고 조용히 살아온 탓에 경찰도 전혀 행방의 단서를 잡지 못하고 있었다. 2024년 1월 25일 말기 암으로 가나가와의 한 병원에 입원해 있다가 경찰에 정체를 밝히고 며칠 뒤 사망했다.

## 생애
히로시마현립 오노미치북고등학교를 졸업하고, 1972년 4월 메이지가쿠인대학 법학부에 진학했다. 대학 재학 중에 쿠로카와 요시마사・우가진 히사이치와 만나 동아시아반일무장전선 “전갈”을 결성했고, 일련의 연속기업폭파사건에 관여했다. 1975년 4월 18일 동경 긴자의 한국산업경제연구소 입구에 시한부신관 사제폭탄을 설치해 다음날 폭발시켰다(한국산업경제연구소 폭파사건). 이로 인해 빌딩 일부가 손괴되었다. 폭탄은 동아시아반일무장전선 “늑대”에서 출판한 『복복시계』에 실려 있는 제작법을 따라, “늑대” 소속의 약제사 다이도우지 아야코가 직장에서 횡령한 약품들로 제조한 것이었다. 그 밖에도 여러 폭파사건에 관여했다.

### 도주
1975년 5월 19일 다른 멤버들이 일망타진되었을 때 우가진과 함께 체포를 면하고 도망쳤다. 경찰은 조직에서 가장 막내격인 이 두 사람은 존재도 모르고 있었는데, 쿠로카와의 집에서 두 사람의 열쇠가 압수되면서 비로소 존재를 포착하여 경시청에서 폭발물취체벌칙 위반 혐의로 지명수배했다. 우가진은 7년만인 1982년 체포되었지만 기리시마는 행방과 생사가 묘연했다. 동아시아반일무장전선 멤버들 가운데 단 한 번도 체포되지 않은 유일한 멤버다. 동아시아반일무장전선 멤버 가운데 별건의 전과가 없는 유일한 멤버기도 했다.
체포되어 공판으로 넘겨졌다가 다카 사건으로 출국한 다이도우지 아야코와 공범인 사건(하자마구미 폭파사건 등)에 대해서는 형사소송법 254조 2항 규정에 의해 공소시효가 정지되었지만, 다이도우지 아야코와 공범이 아닌 사건들에 관해서는 공소시효가 성립하고 있다.
기리시마는 1987년, 1989년, 1990년에 여러 차례 지정공개수배된 10대 흉악범 가운데 한 명으로 꼽혔고, 1987년 한 해에만 수배전단이 700만 장 인쇄되어 전국에 배포되었다.

### 신병 확보
2024년 1월 25일, 도쿄 경시청은 기리시마로 추정되는 남성이 입원했다는 정보를 입수하고 경찰청 공안과에서 이 남성의 신원을 확인 중이라는 정보를 입수했다. 다음 날 이 사람은 가명으로 가나가와현의 한 병원으로 이송되어 도쿄 경시청 공안과에 구금되었다. 이 사람은 자신이 기리시마라고 주장했으나 50년 가까이 도망자 생활을 해왔기 때문에 신원 확인이 매우 어려울 것이라는 의견도 있다. 하지만 당시 심문에서 범인 본인만이 알 수 있는 정보를 이야기했으며 이에 따라 경시청 공안과는 이 남성이 기리시마가 맞을 가능성이 높다고 조사를 진행했다. 당시 '우치다 히로시'(ウチダヒロシ)라는 가명으로 입원한 상태로 당시 위암 말기로 치료받고 있었으나 25일 자신이 기리시마라고 설명하자 병원 직원이 이를 신고했다. 발언 당시 "마지막은 본명으로 맞이하고 싶다"고 말했으며, 며칠 만에 위독한 상태에 빠졌다.
이후 수사 결과 사건 이후 해외 여행 기록은 남아있지 않았지만 도피 중 해외에 있었다고 보이는 여러 자료가 발견되었다. 도피 이후 수십년 전부터 우치다 히로시라는 가명으로 가나가와현 후지사와시의 한 공사업체에 거주, 근무했으며 근무지와 가까운 낡은 목조 2층짜리 6평 기숙사에 혼자 거주했음이 밝혀졌다. 이웃들은 그를 오카야마현 출신으로 알고 있었다. 운전면허증이나 보험증, 금융기관의 계좌 등 신분을 증명할 만한 서류를 전혀 가지고 있지 않았으며 월급은 전부 현금으로 받았다고 전해졌다.
신원 확인이 진행중이던 1월 29일 오전 7시 33분 입원중인 병원에서 남성이 사망했다. 친척은 시신 인수를 거부하고 있으며 경시청은 복수의 친척에게 DNA 자료를 제공받아 향후 기리시마 본인으로 확인될 경우 용의자 사망으로 불구속 입건할 방침이라고 전했다.